# Kausala referensteorin
Kausala referensteorin är en teori om hur termer förvärvar specifika referenter. Det kan handla om logiska termer, eller egennamn. När det rör sig om namn, hävdar den kausala referensteorin följande:
- Ett namns referent fastställts av en ursprunglig namngivningen (även kallad "kopiering" eller av, Saul Kripke, "initial baptism") varav namnet blir en stel beteckning för det objektet.
- Senare användning av namnet lyckas hänvisa till referenten genom att den kopplas till den ursprungliga handlingen via en orsakskedja.

## Kripke och Kausala referensteorin
En viktig del av den Kausala referensteorin är begreppet "möjliga världar". Till skillnad från Russell, så ansåg Kripke att där "Aristoteles" gör si och så, faktiskt är en värld där Aristoteles gör si och så samt att han har andra egenskaper än vad han har i vår värld. Namnet ändrar inte referent mellan de möjliga världarna, utan hänvisar till samma ting i alla värdar i vilken den existerar.

## Motivation
Kausala teorier om referens föddes delvis som ett svar på den utbredda acceptansen av deskriptiva teorier. Bland andra Russell ansåg att om namn var bestämda beskrivningar, så kunde vissa logiska motsägelser undvikas. Genom att betrakta namn på detta sätt, så kan namnet 'Aristoteles' ses med betydelsen "Platons student och lärare till Alexander den store". 
Kripke ansåg att detta var djupt bristfällig, av flera anledningar. I synnerhet:
- Vi kan med framgång hänvisa till individer som vi inte identifierar med någon unik beskrivning. (Till exempel kan en talare tala om Phillie Sophik, även om man bara känner till honom som ”en poet”.)

- Vi kan med framgång hänvisa till enskilda personer för vilka de enda beskrivningar som vi identifierar dem med misslyckas med att hänvisa som vi tror. (Många talare har inga andra identifierbara föreställningar om Christofer Columbus än "den första europén i Nordamerika" eller "den första personen att tro att jorden var rund". Men båda dessa uppfattningar är felaktiga. Men när en sådan person säger "Christofer Columbus", erkänner vi att de hänvisar till 'Christofer Columbus', och inte till den individ som uppfyller en av dessa beskrivningar.)

- Vi använder namn för att hypotetiskt tala om vad som kunde ha hänt med en person. Ett namn fungerar som en stel beteckning, men inte som en bestämd beskrivning. (Man skulle kunna säga "Om Aristoteles hade dött ung, skulle han aldrig ha lärt Alexander den store." Men om "lärare till Alexander den store" var en del av innebörden av "Aristoteles" så skulle detta vara nonsens.)

En orsaks teori undviker dessa svårigheter. Ett namn hänvisar strikt till innehavaren till vilken den är kausalt kopplad, oberoende av några särskilda fakta angående dess bärare, och i alla möjliga världar.